# Joanne Faulkner
Joanne Faulkner (14 de abril de 1972 (52 años) es una escritora australiana, filósofa y conferenciante en estudios de género  & de filosofía en la Universidad de Nueva Gales del Sur. Es conocida por sus estudios sobre el pensamiento de Nietzsche y la ética de la inocencia.

## Biografía
Recibió su Ph.D. en filosofía por la Universidad La Trobe en 2006.
Faulkner es catedrática del Australasian Society for Filosofía Continental y vicepresidenta de UNSW Rama de la Unión de Educación Terciaria Nacional (NTEU). En la NTEU, habló en contra de la política australiana actual, llamando a un presupuesto 2014 con el "objetivo de mantener las personas en su puesto.'" Es también miembro del proyecto Archivos Vivos sobre Eugenesia en Canadá Occidental.
Sus Letras Muertas a Nietzsche, O el Necromántico Arte de Leer Filosofía (2010) fue revisado en Parrhesia donde el revisor, Matthew Sharpe, llamó al libro "altamente recomendado."
En su libro de 2011, La Importancia de Ser Inocente, discute el concepto de inocencia en consideraciones a niños y siente que no sirve sus intereses bien" porque la idea de perder la inocencia no es un problema real. Una revisión de Género y Educación llamó su libro "un pensamiento provocando y y ensanchando las perspectivas filosóficas en suposiciones contemporáneas acerca de la niñez" en la occidentalización, especialmente en Australia. En La Importancia de Ser Inocente, direcciona por qué  siente que la inocencia no es un problema:  es porque es una ficción culturalmente construida que está utilizado como "mercancía" y un concepto que "Ejerce en los niños dentro de una constante victimización.." También ha escrito que los intentos de mantener a los niños inocentes "margina a los niños de la clase media, separándolos de la información, de los adultos que no sean los padres y de una vida pública a los que podrían contribuir", donde argumenta que está mal. Ha declarado que su interés en explorar la inocencia provino "de las expectativas puestas encima a través de ser padres," también está interesado en la inocencia que se aplica al pensamiento político y a las justificaciones políticas.

## Obra

### Libros
- 2016, Young and Free: [Correo]Ontologías Coloniales de Niñez, Memoria, e Historia en Australia, Rowman y Littlefield.

- Con Zolkos, M, 2016, Estudios de Niñez Crítica y la Práctica de Interdisciplinariedad, Lexington Libros, Londres.

- 2011, La Importancia de Ser Inocente: Por qué  nos Preocupamos Sobre los Niños. Cambridge Prensa Universitaria, Melbourne

- 2010, Letras Muertas a Nietzsche; o, el Arte Necromántico de Leer Filosofía, 1, Ohio Prensa Universitaria, Atenas, Ohio

- Con Sharpe M. 2008, Entendiendo Psicoanálisis, Acumen, Stocksfield.

- 2003, "El Cuerpo cuando Texto En las Escrituras de Nietzsche y Freud," Minerva 7: 94-124

### Artículos
- 2016, 'Historical Justice and Memory, edited by Klaus Neumann and Janna Thompson: Madison, WI: The University of Wisconsin Press, 2015, p. ix + 264 Australasian J. of Philosophy, http://dx.doi.org/10.1080/00048402.2016.1160943

- 2015, '‘Our own Hurricane Katrina’: aboriginal disadvantage and Australian national identity', National Identities, http://dx.doi.org/10.1080/14608944.2015.1019205

- 2014, 'The Uncanny Child of Australian Nationhood: Nostalgia as a Critical Tool in Conceptualising Social Change', Symposium: Canadian J. of Continental Philosophy 18 (2): 125 - 148, http://dx.doi.org/10.5840/symposium201418221

- 2013. 'Vulnerability of "virtual" subjects: Childhood, memory, and crisis in the cultural value of innocence1', Sub-Stance: a review of theory and literary criticism 42 (3): 127 - 147, http://dx.doi.org/10.1353/sub.2013.0029

- 2013, 'Disgust, purity, and a longing for companionship: Dialectics of affect in nietzsche's imagined community', J. of Nietzsche Studies 44 (1): 49 - 68, http://dx.doi.org/10.1353/nie.2013.0014

- 2011, 'Negotiating vulnerability through animal and child: Agamben and Rancie' re at the limit of being human', Angelaki: J. of the Theoretical Humanities 16 (4): 73 - 85, http://dx.doi.org/10.1080/0969725X.2011.641346

- 2011, 'Innocents and Oracles: The Child as a Figure of Knowledge and Critique in the Middle-Class Philosophical Imagination', Critical Horizons 12 (3): 323 - 346, http://dx.doi.org/10.1558/crit.v12i3.323

- 2011, 'Vulnerability and the Passing of Childhood in Bill Henson: Innocence in the Age of Mechanical Reproduction', Parrhesia: a J. of critical philosophy 11: 44 - 55

- 2010, 'The innocence fetish: The commodification and sexualisation of children in the media and popular culture', Media International Australia Incorporating Culture and Policy: quarterly J. of Media Res. & resources 135: 106 - 117.